# Виноградова, Елена Константиновна
Еле́на Константи́новна Виногра́дова (род. 5 марта 1937) — советский и российский искусствовед, автор работ по художественной культуре Чехии и Словакии, заслуженный работник культуры РФ.

## Биография
Е. К. Виноградова родилась 5 марта 1937 года в г. Свердловске в семье Константина Константиновича Виноградова и Валентины Дмитриевны Виноградовой (урожд. Кузьмина). В школу пошла в г. Свердловске, далее сменила несколько школ в связи с переездами семьи. С 1954 года живёт в г. Москве. С 1955 года училась на Отделении истории искусства исторического факультета Московского государственного университета. В 1960 году окончила МГУ по специальности «историк искусства». С 1960 года по 1963 год работала старшим научным сотрудником Государственной Третьяковской галереи, где выполняла роль экскурсовода, хранителя запасника графики. С 1963 года по настоящее время (на 2024 год) работает в Государственном институте искусствознания, с 1976 года является заведующей сектором (отделом) искусства стран Центральной Европы. В 1976 году защитила диссертацию на соискание степени кандидата искусствознания — книга «Графика и проблемы чешского искусства конца XIX — начала XX века». В 1977 году стала членом Московского отделения Союза художников. С 1978 года проходила девятимесячную стажировку в Карловом Университете в Праге, работала в художественных галереях Праги, Брно, Остравы, Пльзеня и др. городов, всего — свыше 30 собраний искусства. В 1982, 1984, 1986 годах проходила двухмесячные стажировки в музеях и архивах Праги.
Является членом Большого ученого совета Института и членом Секции ученого совета по изобразительному искусству и архитектуре.
Е. К. Виноградова является членом Общества братьев Чапеков (на базе Чешского центра в Москве).

## Участие в конференциях
- Сообщение на международной конференции «Мир человека и повседневность. Российская империи и на рубеже XIX—XX вв.» в РГГУ (проект российских и австрийских ученых «Сравнительный анализ мультиэтничных государственных образований. Монархия и Российская империя на рубеже XIX—XX вв.»), 2010.
- Доклад на круглом столе Отдела, проведенном совместно с Чешским центром в Москве и чешскими специалистами «Феномен чешского сюрреализма», 2008. Куратор мероприятия.
- Доклад на международной конференции ГИИ «Художественные центры», 2003.
- Сообщение на круглом столе «Индржих Халупецкий. Авангард: место в жизни». Совместно с Чешским центром в Москве. Куратор мероприятия. 2000.
- Доклады о творчестве Йозефа Чапека в Чешском центре в Москве, 1998, 1995.
- Доклад о специфике чешской графики на международной конференции в Институте «Художественная культура ЧССР»,1975.
- Доклад на конференции в Праге, посвященной выставке «Искусство и эпоха» (искусство межвоенного двадцатилетия) и организованной Национальной галереей и Институтом истории искусств АН ЧССР, 1971.

## Гранты
- Гранты Международного научного фонда. Проект «Судьбы чешского кубизма». 1994 и 1996 годы.
- Грант Министерства культуры РФ. Тема: «Художественные центры». 2003 год.
- Грант Министерства культуры РФ. Тема: «Чешское искусство и литература XX века». 1999 год.

## Награды
- Заслуженный работник культуры Российской Федерации, 1995.
- Медаль «В память 850-летия Москвы», 1998.
- Памятная медаль Йозефа Чапека за заслуги в изучении чешской культуры от имени Министра культуры Чешской республики, 1991.
- Благодарность Директора Чешского центра в Москве В. Смолаковой за успешную организацию и проведение проекта «Феномен чешского сюрреализма», 2008.
- Диплом ГИИ — победитель конкурса на лучшую публикацию 2003 года за ст. "Чешские «Упрямые».
- Диплом 1 степени Союза художников СССР за работу над сб. «Взаимосвязи советского и чехословацкого искусства», 1982.
- Благодарность в приказе Министра культуры СССР за работу в отделе изобразительного искусства на выставке в Праге «50 лет СССР», 1973.